# 三菱・アトラージュ
アトラージュ（ATTRAGE）は、三菱自動車工業が2013年から海外で販売しているミラージュ派生のコンパクトノッチバックセダンである。製造国であるタイの他、アジアやヨーロッパのいくつかの国々で販売が行われている。フィリピンではミラージュG4（ミラージュ ジーフォー、MIRAGE G4）、オーストラリアではミラージュセダンとして販売されている。フィリピンでアトラージュの車名が採用されなかったのはタガログ語で「撤退」を意味するatrasという語と響きが似ているためである。

## 概要
ミラージュのプラットフォームをベースに全長を535mm、ホイールベースを100mm延長して作られたコンパクトセダンである。車名は英語のattractiveを基にした造語である。
ミラージュと同様にタイ政府のエコカー認定を取得しており、ミツビシ・モーターズ・タイランド第三工場（チョンブリー県レムチャバン工業団地内）で生産が行われる。
パワートレインはミラージュと同様で、3A92型 1.2L 直列3気筒DOHC12バルブ（MIVEC）エンジンに5速MTもしくはCVTが組み合わせられる。

## 歴史
2013年3月25日
- バンコク国際モーターショーにて、グローバルコンパクトセダンの先行コンセプトが「コンセプトG4」の名称で世界初公開される[3]。同コンセプトは翌4月の上海モーターショーにも出展された[4]。

2013年5月21日
- グローバルコンパクトセダンの車名がアトラージュに決定し、7月からタイで発売開始されることが発表された[2]。

2014年1月
- モントリオール国際モーターショーにミラージュG4セダンが出展されることが発表された[5]。

2014年7月
- 三菱自動車はクライスラー・メキシコ社に向けて、本車種をベースにした車両を、2014年11月より5年間供給する事を発表した[6]。この車両は内外装の一部を変更した上で、ダッジ・アティテュードとしてメキシコ国内で販売されている。

2014年11月10日
- ベトナム市場でアトラージュが発売[7]。

2015年1月
- ブリュッセルモーターショーで欧州デビューした[8]。

2016年12月
- ミツビシ・モーターズ・オーストラリアは販売不振のためミラージュセダンの販売を終了したと発表[9]。

2017年2月17日
- フィリピンのミツビシ・モーターズ・フィリピンにてミラージュG4の生産を開始したと発表。

2019年11月18日
- ミラージュとともにフェイスリフトが行われ、タイ王国で発売された。フロントフェイスに「ダイナミックシールド」を採用した[10]。

2021年8月28日
- フィリピンで生産しているミラージュ G4のフェイスリフトが行われ、同日発売された[11]。

2024年8月
- 北米の事業統括会社であるミツビシ・モーターズ・ノース・アメリカ（英語版）は米国市場におけるミラージュ及びミラージュ G4の販売を同年後半に終了すると報じた[12]。以降は在庫車のみの販売となる。

2025年6月
- ミツビシ・モーターズ・フィリピンは改良モデルを発表した[13]。全グレードにHSAとASCが標準装備された。